# Gran desierto del Lago Salado

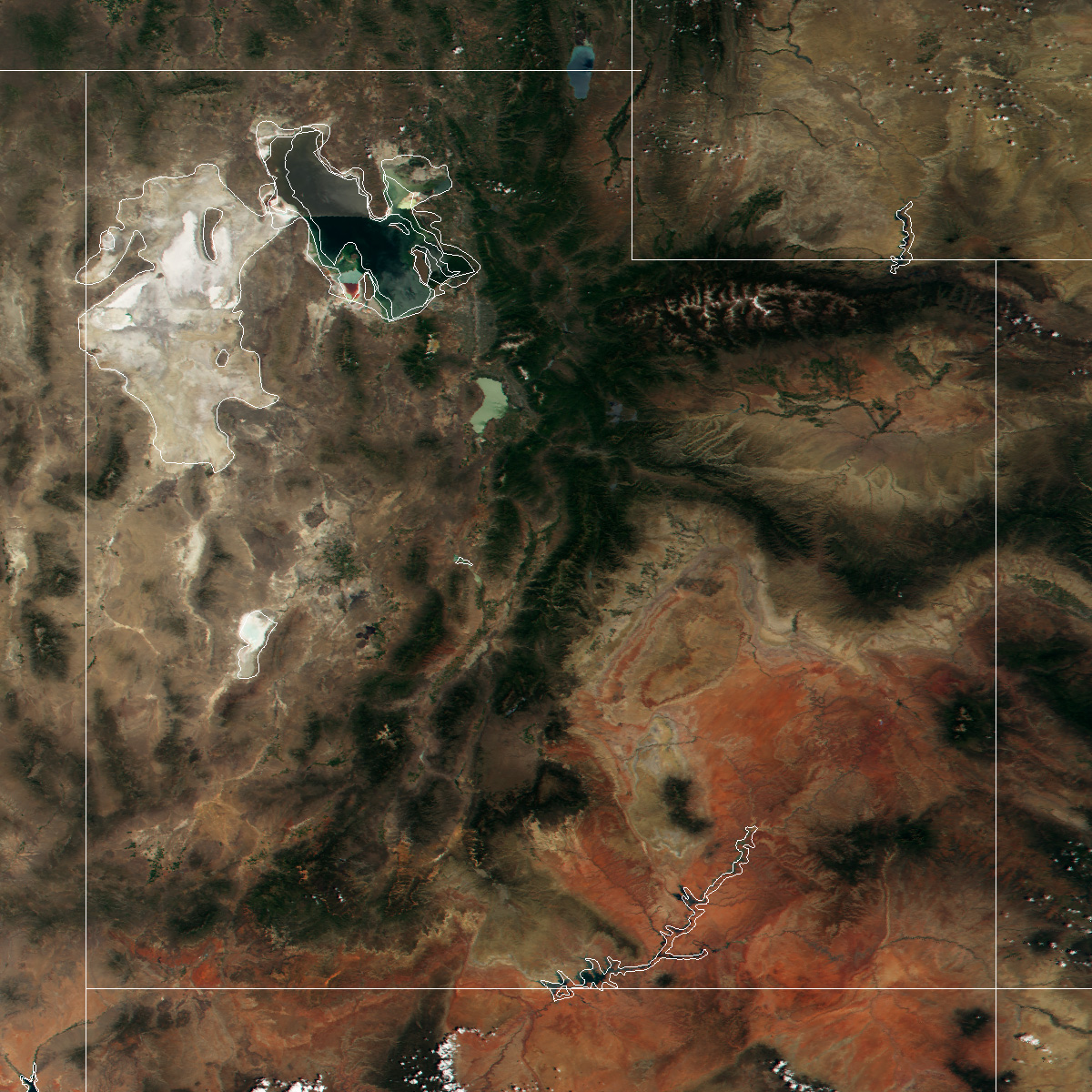
Vista desde satélite de Utah con el desierto al norte.

El Gran desierto del Lago Salado (Great Salt Lake Desert) es un gran lago seco estadounidense  en el norte de Utah, entre el Gran Lago Salado y la frontera con Nevada, que se caracteriza por la arena blanca de depósitos evaporíticos. Pequeñas montañas de varios rangos se entrecruzan a través y a lo largo de los bordes del desierto, como las montañas Cedar, montañas de Lakeside, montañas de plata de la isla, Hogup montañas y montañas de Terranova. En el borde occidental del desierto, justo al otro lado de la frontera con Nevada, se encuentra Pico Piloto en el Pilot Range.
El desierto es frío durante el invierno e incluye plantas inusuales adaptadas a las condiciones secas. La mayor parte del desierto recibe menos de 8 pulgadas (200 mm) de precipitación anual. El ejército de Utah realiza su entrenamiento en la parte norte del desierto. La parte más baja del Condado de Juab se encuentra justo al sur de los terrenos de Dugway Proving, cerca de 1.5 millas (2.4 km) al noroeste de la esquina noroeste de la Fish Springs Range.
- Datos: Q1548386
- Multimedia: Great Salt Lake Desert / Q1548386